# Пушілунг (хребет)
Хребет Пушілунг — це гірський хребет у провінції Лайтяу, на північному заході В'єтнама.
Цей хребет знаходиться на північно-східному березі річки Да та південному березі річки Намна (в'єт. Nậm Na). Частина вздовж в'єтнамсько-китайського кордону до Мионгте (в'єт. Mường Tè) простягається з північного заходу на південний схід. Частина від Мионгте до міста Лайтяу має напрямок з півночі на південь.
Хребет має середню висоту 2000-3000 м. Найвища вершина — Пушілунг (3083 м). Південний схил гірського хребта (у напрямку річки Да) має крутизну понад 45°.